# 110 e lode
110 e lode (With Honors) è un film del 1994 diretto da Alek Keshishian.

## Trama
Ad Harvard il giovane studente universitario, Montgomery Kessler (Monty per gli amici), si sta per laureare in scienze politiche con una tesi che ha come relatore il professor Pitkannan. Condivide un appartamento con due ragazzi, Jeffrey ed Everett, e una ragazza, Courtney.
Dopo un incontro con il suo professore durante il quale gli espone a memoria il primo capitolo, Monty torna a casa desideroso di lavorare alla sua tesi, ma un corto circuito provoca la fusione dell'hard disk del computer con cui stava lavorando e perciò decide di andare a fare le fotocopie di quanto già prodotto. La sua coinquilina lo segue. 
Strada facendo il ragazzo cade e la busta contenente l'introduzione della tesi va a finire, passando per un tombino, dentro il locale caldaie dell'università.
Essendo notte non può entrare, ma Courtney conosce il custode e lo distrae dandogli modo di accedere. Nei sotterranei Monty trova un anziano barbone somigliante a Walt Whitman di nome Simon Wilder, che brucia alcuni fogli della sua preziosa tesi per riscaldarsi. Lo ferma per chiedergli la restituzione e il senzatetto ne approfitta per fare un patto: gli ridarà indietro una pagina alla volta durante l'inverno in cambio di ciò di cui ha bisogno per superare la stagione.
Presto il clochard viene denunciato alla polizia e Monty non ha modo di recuperare i fogli ancora mancanti. Infine, però, il giovane laureando riesce a trattare nuovamente con il barbone e a stringere un'amicizia che cambierà profondamente la sua vita e quella dei suoi coinquilini.

## Colonna sonora
La colonna sonora del film include I'll Remember di Madonna, candidata come migliore canzone originale ai Golden Globe 1995.